# Jean-Constant Pape
Jean Louis Constant Pape, né à Meudon le 13 mars 1865 et mort à Clamart le 22 octobre 1920, est un peintre français.

## Biographie
Jean Constant Pape est le fils de Jean Constant Pape (1828-1885) et de son épouse Marie Louise Bazin (1837-1902).
En 1871, ses parents viennent habiter au 46, rue de Fleury à Clamart, pour y ouvrir une guinguette. Parmi les habitués du lieu, les peintres Louis Français (1814-1897) et Antoine Guillemet deviendront ses professeurs.
Pape ira à Auvers-sur-Oise et y rencontrera Paul Cézanne, Claude Monet et Camille Pissarro. Il y perfectionne sa technique. À la même époque, il  restaure des tableaux pour améliorer l'ordinaire.
De son mariage avec Marie Amélie Bertrand (1878-1933) le 15 octobre 1898 à la mairie du 6e arrondissement de Paris, naîtront deux enfants, Germaine en 1900 et Jane en 1910.
Il peint des panneaux décoratifs pour diverses mairies de la banlieue parisienne. Le panneau mural qu'il réalise à Villemomble est inscrit à l'inventaire supplémentaire des monuments historiques en 1986.
Il peint des paysages en Île-de-France, dont ceux de Clamart, Meudon, Issy-les-Moulineaux, Noisy-le-Sec, Villemomble, Aubervilliers, ainsi que ceux de la Normandie, de la Bretagne et de la Vendée (en particulier l'île d'Yeu).

## Œuvres dans les collections publiques
- Aubervilliers, mairie : panneaux muraux.
- Boulogne-Billancourt, musée des Années Trente : Vue du Bas-Meudon, huile sur toile.
- Clamart, mairie : Roue de carrier, huile sur toile.
- Gray (Haute-Saône), musée Baron-Martin : Étude pour la fête champêtre en forêt de Meudon, huile sur toile, 97 x 130 cm.
- Issy-les-Moulineaux, hôtel de ville :
  - Vieille Carrière d'Issy, 1905 ;
  - La Seine à Issy, 1907.
- Meudon, musée d'art et d'histoire :
  - La Maison de la justice au Val, vers 1900, huile sur panneau de bois ;
  - Autoportrait.
- Noisy-le-Sec, hôtel de ville, salle des mariages, ensemble d'huiles sur toiles marouflées réalisées en 1906-1907, inscrites comme objets mobiliers à l'inventaire supplémentaire des monuments historiques depuis le 3 novembre 1986[3] : 
  - Noisy en hiver, vers le canal de l'Ourcq ;
  - Canal de l'Ourcq ;
  - Noisy en été vue de Romainville ;
  - Canal de l'Ourcq ;
  - Tables sous un arbre ;
  - Chemin conduisant aux carrières ;
  - Entrée du fort ;
  - Canal de l'Ourcq ;
  - Chemin conduisant à Noisy ;
  - Rue de Merlan.
- Paris, Petit Palais : 
  - Canal de l'Ourcq en hiver, huile sur toile, esquisse ;
  - Vue de Noisy-le-Sec, huile sur toile, esquisse ;
  - Paysage avec tribunes et cavaliers, huile sur toile ;
  - Paysage avec promeneurs en automne, huile sur toile.
- Villemomble, mairie : panneaux muraux.

## Salons et expositions
Jean-Constant Pape expose au Salon des artistes français de 1886 à 1920. Il en devient membre en 1888. En 1895, il y obtient une médaille de 3e classe et, en 1913, la médaille d'or pour sa toile intitulé Les Brillants à Meudon. Par six fois, il expose au Salon des paysages d'Issy-les-Moulineaux.
- 1990 : exposition à Meudon.
- 2009 : Issy-les-Moulineaux, musée français de la carte à jouer, « L'Île Saint-Germain, première île en aval de Paris »  (Vue du Bas-Meudon).
- 2016 : Issy-les-Moulineaux, musée français de la carte à jouer, « Les peintres de la belle boucle de la Seine ».

### Expositions personnelles
- Constant Pape (1865-1920) la banlieue post-impressionniste, musée français de la carte à jouer, Issy-les-Moulineaux, 2024[4].

## Hommages
La ville d'Issy-les-Moulineaux a donné son nom à une voie de la commune.